# Daniela Pešková
Daniela Pešková (ur. 23 kwietnia 1984 w Vištuku) – słowacka strzelczyni. Uczestniczka letnich igrzysk olimpijskich w 2008 i 2012 roku. Brązowa medalistka mistrzostw świata z 2018 oraz srebrna medalistka Uniwersjady z 2007.